# MG 17
La MG 17 (acrónimo de Maschinegewehr 17, («Ametralladora 17» en alemán) fue una ametralladora ligera de 7,92 mm producida por Rheinmetall-Borsig para ser usada desde afustes fijos en los aviones de la Luftwaffe durante la Segunda Guerra Mundial.

## Funcionamiento
La MG 17 estaba inspirada en la familia MG 30 y se accionaba por el retroceso del cañón. Para aumentar la cadencia de fuego utilizaba un atrapagases, que básicamente era una bocacha que reenviaba parte de los gases del disparo hacia atrás, produciendo una presión suficiente como para aumentar sensiblemente la velocidad de retroceso del cerrojo e incrementaba la cadencia de tiro a unos 1130 dpm.
Debido a su equipo, la recepción y las pruebas efectuadas en el arma con dispositivo de alimentación a izquierda y derecha, podía elegirse la dirección de alimentación más conveniente a las condiciones de espacio de cada tipo de avión. Esto facilitaba a la tripulación el cambio y aprovisionamiento de las armas independientes de cada tipo de avión.
Esta arma podía ser limpiada y las piezas de cierre y del dispositivo de alimentación podían ser desmontadas sin tener que cambiar el ajuste del mando con la caja del disparador, se intensificaba la disposición para el combate de los aviones. Era de mucha importancia para la tripulación saber que al efectuar estas operaciones, las miras de elevación y dirección, lo mismo que la posición "cero" para el tiro de sincronización, no sufrían variación alguna.
Al disparar por sincronización, la ametralladora tenía un desplazamiento y una dispersión mínima. Por eso las armas podían ser instaladas a cualquier distancia de la hélice, siempre conforme a las condiciones de espacio dictados por el tipo de avión. Todas las ametralladoras podían ser empleadas para hélices de dos y tres palas, no importaba si la sincronización se realizaba por medio de un impulsor simple o doble. Los puntos de desenganche para los tiros "cero" podían estar situados en el mismo lugar, aun cuando se trataba de una hélice de tres palas, detrás de cada pala, sin necesidad de zonas cerradas para rotaciones mínimas o máximas. La tripulación podía concentrarse en las condiciones de combate sin tener que estar pendiente del arma o de la seguridad de la hélice.
La ametralladora, al disparar por sincronización, daba la seguridad completa a la hélice, permitiendo el pleno desarrollo del motor y de la hélice. El arma era completamente automática, aprovechaba el choque del retroceso y ejecutaba automáticamente el desenganche, la extracción y la expulsión de la vaina del cartucho, la alimentación, carga y disparo del nuevo cartucho.
El movimiento céntrico de las piezas del cierre en torno del eje del ánima y la absorción del choque excedente del retroceso por el amortiguador, permitía un funcionamiento suave del arma y, por ello, un desgaste mínimo de los componentes del arma. Era de mucha importancia la gran velocidad de tiro en comparación con el bajo peso y la posibilidad de un empleo variado de la ametralladora.

## Historia operacional
La MG 17 fue instalada en aviones Arado Ar 65, Heinkel He 51, Messerschmitt Bf 109, Messerschmitt Bf 110, Heinkel He 112, Focke-Wulf Fw 190, Junkers Ju 87, Junkers Ju 88 y muchos otros. Ocasionalmente se la montaba fija en la cola de algunos bombarderos alemanes, aunque su efectividad en esa posición era más psicológica que otra cosa, ya que no había ninguna mira para apuntarla.

## Operadores
- Luftwaffe
- Aviación Nacional

### Armas similares
- MG 30

### Secuencias de designación
- MG 15 · MG 17 ·